# Yusef Abad-synagogan
Yusef Abad-synagogan, officiellt Sukkat Shalom-synagogan är en ortodox judisk församling och synagoga, belägen i Yusef Abad-kvarteret i Teheran i Iran. Den är Teherans huvudsynagoga.

## Historia
Den ursprungliga byggnaden som inhyste synagogan färdigställdes i början av 1950-talet. I takt med att den judiska befolkningen i huvudstaden växte, särskilt i stadsdelen Yusef Abad, beslutade man att en ny byggnad behövdes. Med hjälp av lokala ledare, under ledning av Avraham Yusian, färdigställdes den nya fasaden i oktober 1965. Synagogans dörrar öppnades för allmänheten på Rosh hashana år 5726 (enligt den hebreiska kalendern).
Synagogan är huvudsakligen persisk i stil och är särskilt känd för sina mosaik i blått, vitt och svart, med inslag av grönt, gult och beige.
Den 8 februari 2003 besökte president Mohammad Khatami Yusef Abad-synagogan och blev därmed Irans första president att besöka en synagoga sedan den islamiska revolutionen. Överrabbinen Yousef Hamadani Cohen, Haroun Yashayaei och Morris Motamed deltog och representerade den judiska gemenskapen i Iran. Vid tillfället ledde överrabbin Cohen öppnandet av torahskrinet och recitationen av böner.

## Galleri

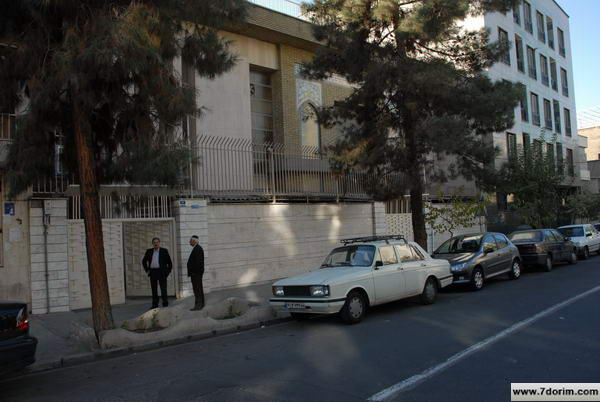
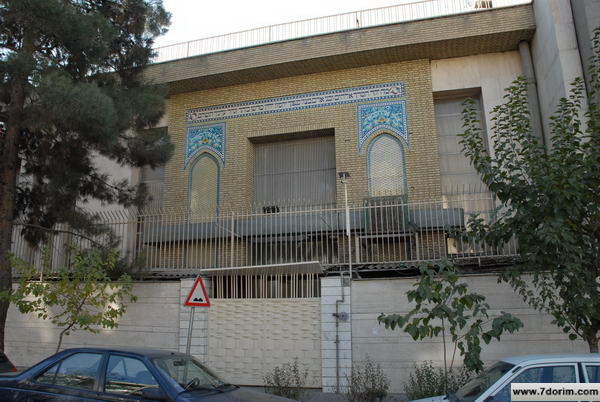
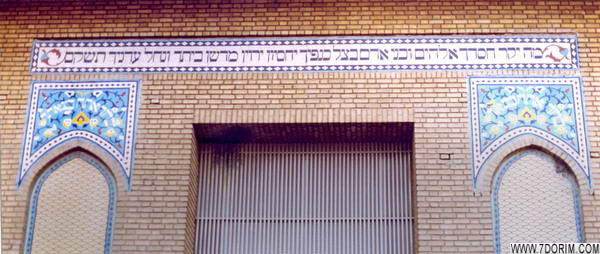
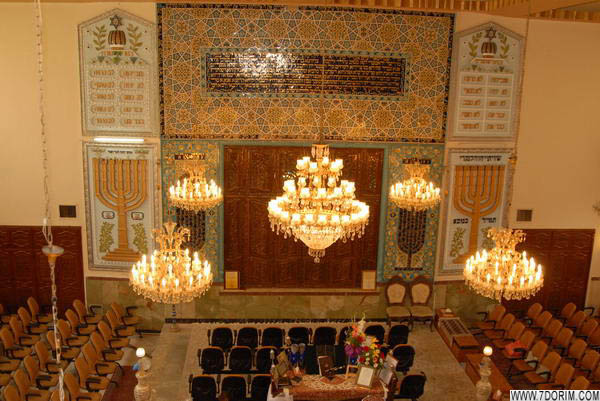
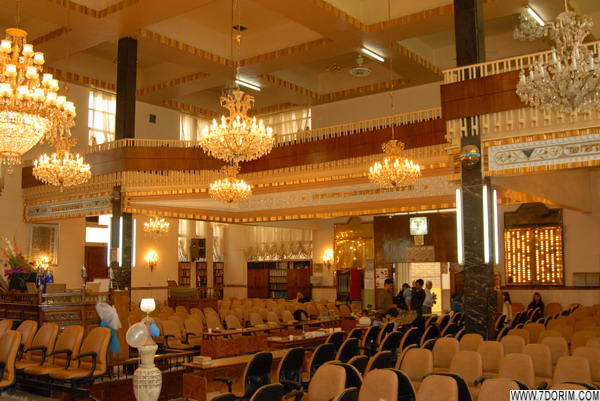
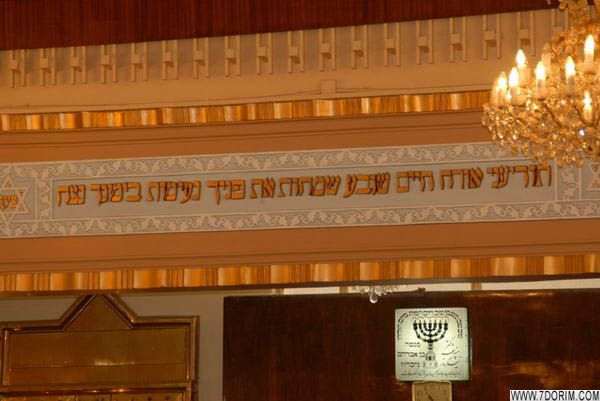
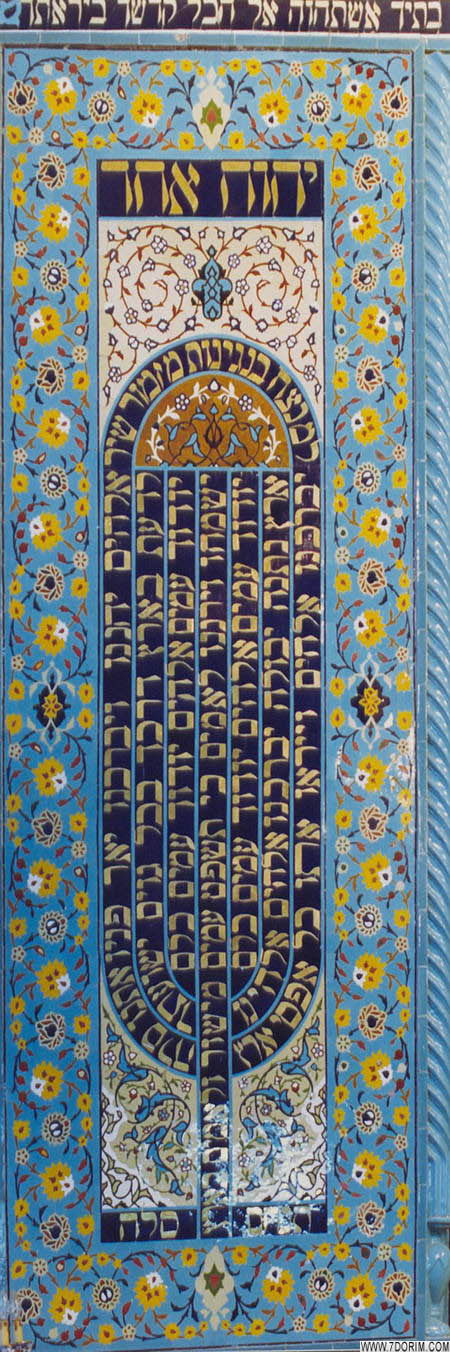
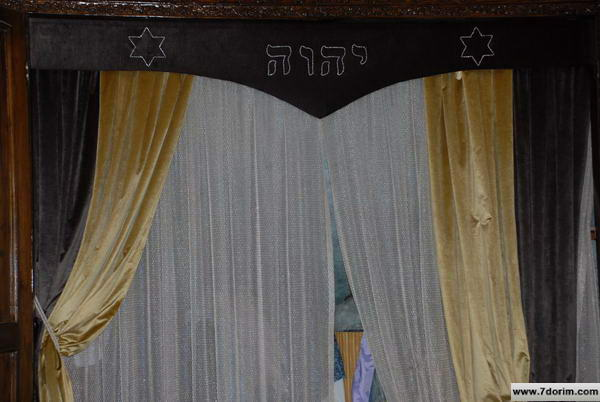
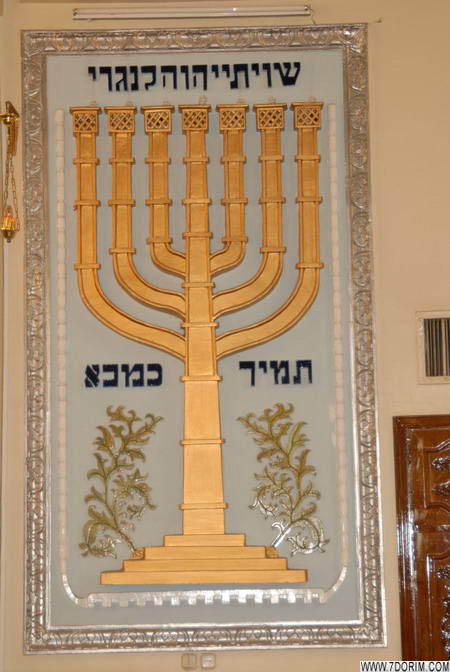